# Acord Kosovo-Sèrbia de 2020
L'acord Kosovo-Sèrbia de 2020 és un acord per a la normalització de les relacions econòmiques entre la República de Kosovo i la República de Sèrbia signat a la Casa Blanca a Washington D.C., en presència del President dels Estats Units Donald Trump el 4 de setembre de 2020.

## Context
L'acord es va signar després de dos dies de negociacions a Washington D.C. entre el President serbi Aleksandar Vučić i el Primer Ministre de Kosovo, Avdullah Hoti. La reunió va ser organitzada per l'Enviat Presidencial Especial per a les Negociacions de Pau entre Sèrbia i Kosovo, Richard Grenell, qui juntament amb Robert C. O'Brien va coorganitzar les converses. La cerimònia de signatura va tenir lloc en el Despatx Oval de la Casa Blanca en presència del President dels Estats Units, Donald Trump, el 4 de setembre de 2020.

## Acord
Segons els termes dels acords signats, Sèrbia ha suspès els seus esforços per a animar a altres estats a no reconèixer Kosovo o a revocar el reconeixement per un període d'un any i a canvi Kosovo no sol·licitarà una nova pertinença a organitzacions internacionals pel mateix període. Res en l'acord impedeix que altres estats reconeguin la independència de Kosovo durant aquest període, ni l'acord impedeix que Kosovo busqui activament aquest reconeixement.
Sèrbia va acordar traslladar la seva ambaixada israeliana a Jerusalem des de Tel-Aviv a partir de juliol de 2021 i Israel i Kosovo van acordar reconèixer-se mútuament i establir relacions diplomàtiques.
L'acord també conté disposicions afins a la política exterior dels Estats Units; com ara que tant Sèrbia com Kosovo designin a Hesbol·là com organització terrorista, que treballin activament per a donar suport a la despenalització de l'homosexualitat a tot el món i es comprometen a l'agilitació dels esforços per a localitzar i identificar les restes de persones desaparegudes del conflicte de Kosovo de 1998-99 i la rehabilitació als refugiats d'aquest conflicte. Altres punts de l'acord és la prohibició de la instal·lació de 5G de proveïdors "no fiables", la diversificació dels subministraments d'energia dels països, la promoció de la llibertat religiosa, entre d'altres.
Com a part de l'acord, Sèrbia i Kosovo van acordar unir-se al mini-Schengen.

## Reaccions
- Kosovo - El Primer Ministre Avdullah Hoti va declarar que la signatura de l'acord era un "gran moment per a Kosovo i la regió".[1]

- Sèrbia - El president Aleksandar Vučić va declarar que l'acord "és un gran pas endavant".
- Estats Units - El president Donald Trump va elogiar l'acord afirmant que "va haver-hi molta lluita i ara hi ha molt d'amor. L'economia pot unir a la gent".[6]
- Israel - El Primer Ministre Binyamín Netanyahu va emetre una declaració acollint amb beneplàcit l'acord i va escriure que és el "primer país amb majoria musulmana a obrir una ambaixada a Jerusalem. Com he dit en els últims dies, el cercle de pau i reconeixement d'Israel s'està ampliant i s'espera que altres nacions s'uneixin a ell".[7]